# James Montgomery (poet)
James Montgomery, född 4 november 1771 i Irvine, död 30 april 1854 i Sheffield, var en brittisk redaktör och poet. 
Montgomery tillhör den brittiska romantikens efterklang och blev för eftervärlden mest känd för sina psalmer, främst Songs of Zion (1820) och Original hymns (1853). Hans samlade dikter utkom 1841 i fyra band, hans memoarer utgavs av John Holland och James Everett i sju band 1856-58.
Psalmförfattare representerad i bland annat Svenska Missionsförbundets sångbok 1920 och den danska Psalmebog for Kirke og Hjem.

## Psalmer
- Stäm in med dem, som prisa Gud SMF 1920 nr 412
- Pour out thy Spirit from on high ( nr 167 i The English Hymnal with Tunes med en melodi komponerad av John C. Hatton.
- This stone to thee in faith we lay (nr 945 i The Song-Book af the Salvation Army, 1986)